# Eazy-Duz-It
Eazy-Duz-It er debutalbummet fra Eazy-E, der blev udgivet i 1988. det indeholder tolv sange ca. 50 min.

## Spor
1. "Still Talkin'"
2. "Nobody Movee"
3. "Ruthless Villain"
4. "2 Hard Mutha's"
5. "Boyz-N-The Hood"
6. "Eazy-Duz-It"
7. "We Want Eazy"
8. "Eazy-Er Said Than Dunn"
9. "Radio"
10. "No More ?'S"
11. "I'mma Break It Down"
12. "Eazy-Chapter 8 Verse 10"